# Signal (chanson de Girl Next Door)
Pour les articles homonymes, voir Signal.
Singles de Girl Next Door
Boogie-Woogie Night
(2011) All My Life
(2012)
Signal est le 15esingle du groupe Girl Next Door sorti sous le label Avex Trax le 30 mai 2012 au Japon. Il sort au format CD, CD+DVD et CD+Live DVD. Il arrive 31e à l'Oricon et reste classé deux semaines pour un total de 3 211 exemplaires vendus.
Precious Friend a été utilisé comme thème de fermeture de l'émission Blosear. Signal se trouve sur l'album Life of Sound.

## Liste des titres
| 1. | Signal                                                             |  |
| 2. | Precious Friend (プレシャスフレンド)                               |  |
| 3. | Signal (Instrumental)                                              |  |
| 4. | Dada Para!! (JAPANATION Remix) (ダダパラ!! (version CD seulement)) |  |
| 5. | Precious Friend (Instrumental) (プレシャスフレンド)                |  |

| 1. | Signal    |  |
| 2. | Making-Of |  |

| 1. | Snowflakes                     |  |
| 2. | Nanatsu no Moji (七つの文字)   |  |
| 3. | Kaze no Capsule (風のカプセル) |  |